# Zalew Cicha Woda
Zalew Cicha Woda (Zalew Bytowy) – zalew w Polsce, położony na obszarze Wysoczyzny Polanowskiej w Parku Krajobrazowym Dolina Słupi w województwie pomorskim, w powiecie bytowskim, na terenie gminy Borzytuchom.

## Opis
Zalew obejmuje odcinek ujściowy rzeki Bytowy od koryta Starej Słupi do ujścia nieopodal Jeziora Głębokiego. Zbiornik powstał w latach 20. XX wieku skutkiem przeprowadzenia wód Słupi nowym korytem rzecznym, umożliwiającym wykorzystanie energetyczne i budowę elektrowni w Gałęźni Małej (ogólna powierzchnia zalewu wynosi 44,5 ha). Zalew spełnia funkcje rekreacyjno-turystyczne (szlak turystycznych spływów kajakowych rzeką Słupią).